# Carlos Mateus Ximenes
Carlos Mateus Ximenes (6 de Janeiro de 1986) é um futebolista timorense que atua como médio. Atualmente joga pelo Vemasse Python, equipe local.

## Carreira internacional
Sua primeira partida pelo selecionado timorense foi contra o Camboja, pela Copa AFF Suzuki de 2010, que terminou em 4-2 para os Guerreiros de Angkor.